# 일본의 대마초

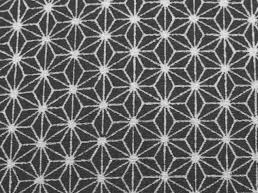
Asa no ha 는 18세기부터 일본 직물에 사용된 잘린 육각형 타일 패턴이다. 이것의 디자인은 대마초 잎의 모양에서 영감을 받았다.

대마초는 약 6000년에서 1만 년 전까지 일본 선사 시대의 조몬 시대부터 일본에서 재배되어 왔다. 대마는 일본에서 가장 초기에 재배된 식물의 하나로서 의복, 끈, 신사용품 등의 생산에 사용되는 식물 섬유의 중요한 공급원이었다. 대마는 메이지 시대의 공업화 속에서 면화가 국가의 주요 섬유 작물로 등장하기 전에는 그 직물이나 일본 역사의 많은 식량으로 어디에나 존재했다. 제2차 세계대전의 종결과 그 후의 일본의 점령에 수반해, 대마 단속법의 성립에 수반해 대마의 소지 및 생산의 금지가 제정되었다.
2024년 기준, 의료용 대마초를 합법화하는 법이 2023년 말에 참의원에서 통과되었음에도 불구하고, 오락과 의료적 사용을 위한 대마초의 소유는 일본에서 불법이다. 상업적인 대마초 대마 재배는 엄격하게 규제된 허가 제도 하에 허용된다. 다른 동아시아와 산업화된 국가들이 최근 수십 년 동안 일반적으로 대마초를 범죄화하는 법률을 완화하는 움직임을 보인 반면, 일본은 대마초의 사용, 소유, 그리고 재배를 금지하는 법률을 유지하고 강화했다. 대마초를 한 번이라도 사용한 적이 있는 일본 인구의 비율은 2019년 1.8%로 필로폰에 이어 일본에서 두 번째로 인기 있는 불법 약물이다.

## 역사

### 선사시대와 고대 일본

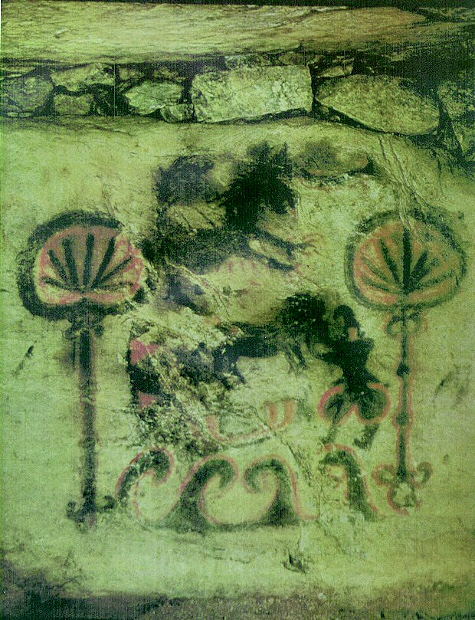
대마초 잎을 묘사한 것으로 추측되는 규슈의 동굴 벽화, c. 기원전 5,000~10,000년

대마초는 일본 열도가 원산지일 가능성이 있지만, 한국과 중국으로부터 현재 현대의 일본으로 퍼졌을 가능성이 높다. 일본어로 "대마"에 대한 일반적인 용어는 중국어 dà má 에서 파생된 taima (大麻)이다. 대마초는 약 18,000년 전에 아시아 대륙과 일본 열도를 연결하는 육교를 통해 도입되었을 가능성이 높다. 대마초 재배는 적어도 6,000~7,000년 전, 아마도 10,000년 전부터 조몬 시대에 시작되어 일본에서 가장 먼저 재배된 식물 중 하나가 되었다. 식물은 음식의 원천으로써 재배되었고 섬유는 옷, 밧줄, 그물, 나중에는 종이를 만드는 데에 사용되었다. 식물의 순수성과의 연관성 때문에, 대마초 섬유는 신도 성직자들이 의식 정화와 악령을 쫓아내는 데에도 사용되었으며, 이러한 관행은 오늘날까지 계속되고 있다. 대마로 만든 유물은 초기에 조몬 정착지인 Torihama shell mound로부터 복구 되었다.
삼베 생산은 야요이 시대까지 계속되었고, 중국의 역사가 천수는 그의 삼국지 기록에서 일본인들이 쌀, 오디와 함께 삼베를 재배했다고 언급했다. 그의 주장은 규슈 요시노가리 유적지의 야요이 묘지에서 삼베를 회수한 것이 뒷받침하고 있다. 아시아 대륙으로부터 베틀 직조가 도입되면서 야요이족의 증가는 직물 제직의 필요성을 증가시켰고, 그 후 삼베 재배의 확대로 이어졌다. 3세기까지 일본에서는 삼베 옷을 널리 구할 수 있었다. 홋카이도의 토착 아이누족은 무속 의식에는 사용되지 않았지만, 삼베 섬유를 끈끈이나 옷감으로 사용했을 수도 있다.
이 시기에 대마초가 정신작용의 목적으로 얼마나 광범위하게 사용되었는지는 알 수 없다. 대마초 수지가 의식용 또는 무속용으로 섭취되었을 가능성이 있는 증거가 있는데, 무속은 조몬 문화의 중심이었고, 기원전 3천년 무렵부터 중국에서는 대마초의 마음을 바꾸는 특성이 죽은 조상과의 점술과 소통에 사용되었다. 어쨌든 3세기 유교가 들어오면서 일본에서는 정신작용의 목적으로 대마초를 의식용으로 사용하는 것이 금지되었다.

### 고전과 봉건 일본

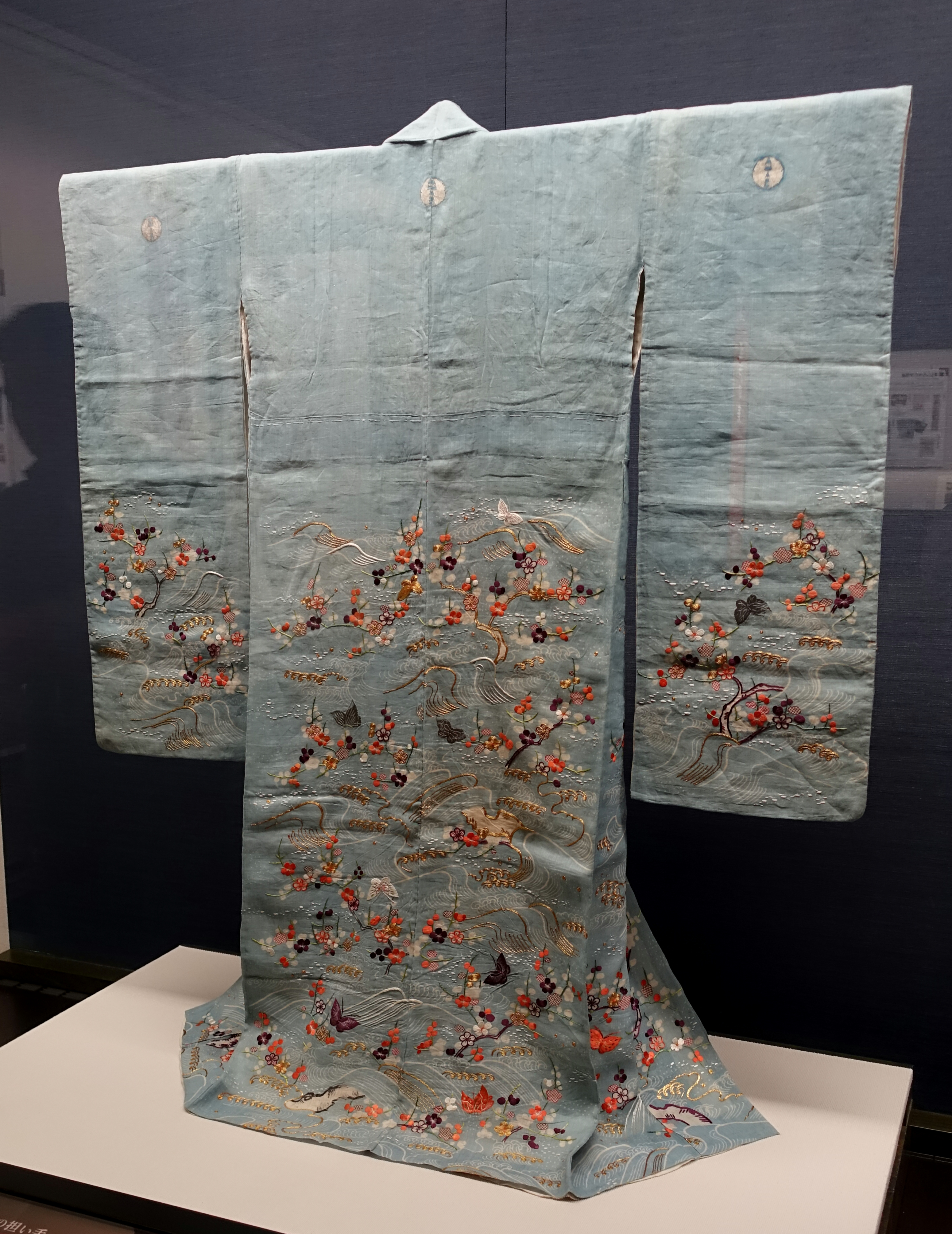
대마 섬유로 짠 기모노, c. 서기 1746년~1841년

일본이 중앙집권적인 정부 아래로 통일되면서 대마초의 사용과 생산은 계속되었다. 대마초에 대한 언급은 가장 오래된 현재에도 존재하는 와카(시) 수집인 만요슈(萬y州)와 하이쿠(海口)시에 등장하며, 전통적으로 본 때, 대마초 다발을 태워서 죽은 사람의 영혼을 환영했다. 645년쯤에, 지배적인 야마토 정부에서는 세금을 부과하는 상품에 대마초가 포함되었는데, 이는 노동자들에게 대마 의류와 다른 평민들로부터 수집한 물품들을 면제 상품으로 지급하기도 했다. 봉건 다이묘들의 등장은 대마와 같은 상품 작물을 더욱 재배하게 만들었고, 이는 판매와 과세를 통해 추가적인 수입원을 제공했다. 이 시기 부유한 계층은 일반적으로 비단 옷을 입었지만, 대마는 평민들 사이에서 의복을 만드는 데 사용되는 주요 섬유였으며, 사무라이를 위한 제복과 여가용 기모노, 무술 훈련복, 군복 등을 만드는 데 사용되었다. 에도 시대에 일본이 경제적 고립주의를 추구하면서, 남부의 농경지는 당시 가치가 높았던 목화를 재배하기 위해 사용되었고, 북부에서는 대마가 더 작고 불규칙한 규모로 재배되었다.
선사와 고대 시대에, 이 시기 동안 대마초가 이것의 정신적, 활동적인 특성에 얼마나 광범위하게 사용되었는지는 불분명하다. 역사학자들은 대마초의 넓은 활용이 높은 사람들에 의해 쌀로부터 추출된 사케와 반대로, 평민들을 위한 선택은 취하게 하는 것으로 만들어졌다고 추측했다.

### 근대 초기와 전후 일본

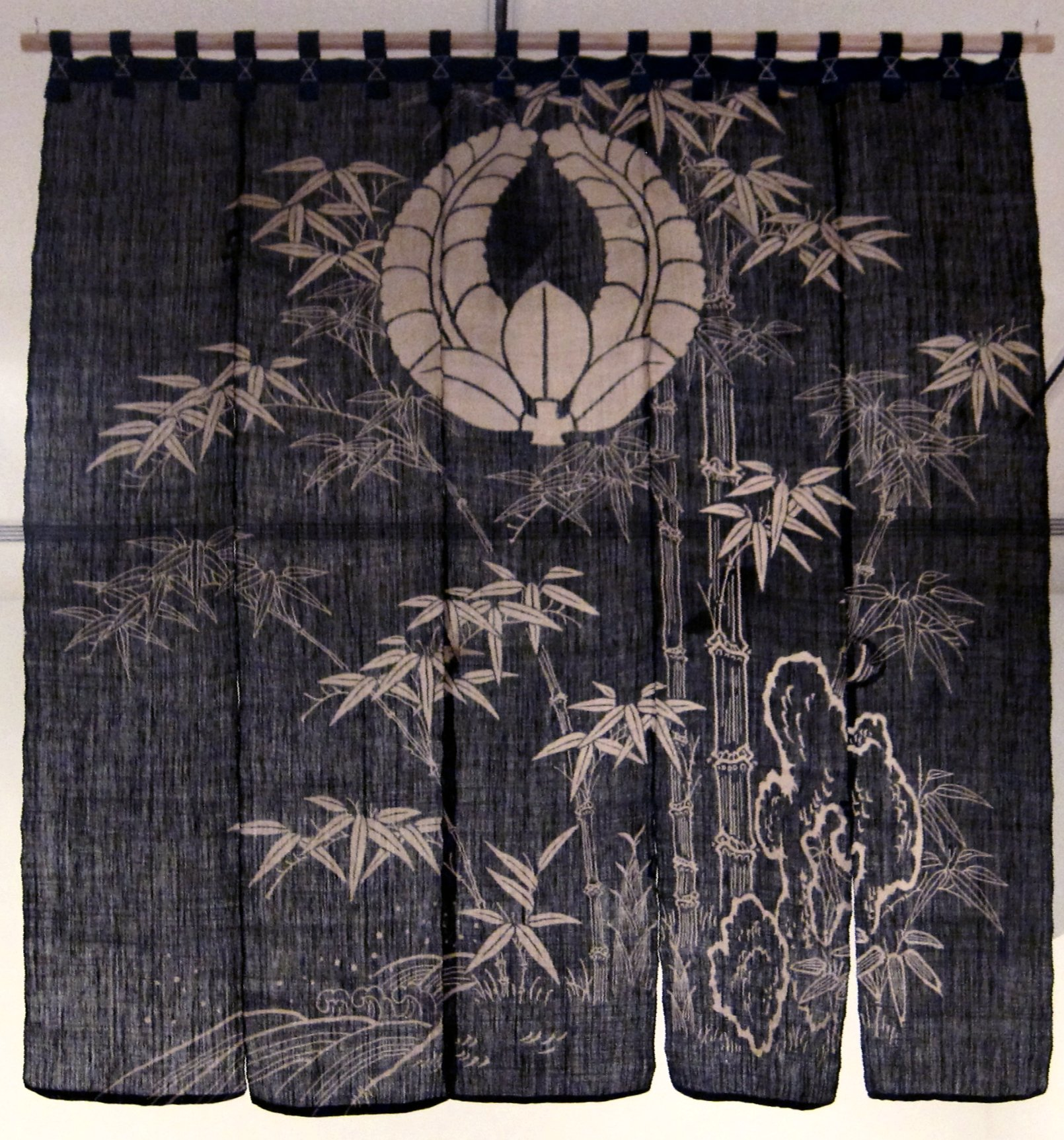
대마와 면으로 만든 포렴, c. 서기 1868년~1912년

메이지 시대의 산업화로 촉발된 농업 수확량 증가의 결과로 면화는 일본의 주요 섬유 작물로서 점차 대마를 대체하게 되었다. 비록 면화 의류는 도시 노동자 계층에서 쉽게 구할 수 있게 되었지만, 대마 의류는 종종 대마 직물과 면 넝쿨을 결합하여 조각 옷을 만드는 농촌 농민들 사이에서 여전히 흔했다. 동시에 현대적인 직조 기술을 사용하여 생산된 전문적인 고급 대마 의류가 등장하기 시작했지만, 이러한 의류를 만드는 것과 관련된 높은 인건비는 부유한 사람들이 구매하고 착용한다는 것을 의미했다. 20세기 말까지 면화 의류는 경제 계층 전반에 걸쳐 일본에서 어디에나 존재하게 되었고, 상위 계층만이 전통적인 고급 대마 의류를 계속 착용했다. 이는 대마가 평민의 직물이었던 이전의 역할과 반대되는 것이다.
20세기 초에는 불면증과 근육통에 대한 대마초를 사용한 치료제를 일본 약국에서 구입할 수 있었다. 20세기 초 미국 역사가 조지 풋 무어(George Foot Moore)는 일본 여행자들이 안전한 여행을 보장하기 위해 길가 신사에 대마초 잎을 제물로 바치는 것을 관찰하면서 대마초의 의식적 사용도 계속되었다. 대마초는 제2차 세계 대전 당시 미국과 유럽이 사용했던 일본의 전략적 전쟁 작물이었고 밧줄과 낙하산 줄을 만드는 데 사용되었다. 전쟁이 끝나고 일본이 점령한 후 대마초 관리법이 통과되면서 대마초 생산 금지법이 제정되었다(아래 법적 지위 참조). 이 법의 표면적인 목적은 마약으로부터 일본 사회를 보호하는 것이었지만, 역사가들은 1951년까지 암페타민 판매가 허용되었다는 점에 주목하면서 미국의 석유화학적 이익이 일본에서 외국산 폴리에스테르와 나일론에 개방하기 위해 대마 섬유 산업을 제한하려고 했을 것이라고 추측했다. 어쨌든, 점령 정부 하에 일본 경제가 개방되면서 일본은 많은 전통적인 일본 제품을 대체하는 외국산 합성 제품으로 넘쳐났고, 일본의 가장 외딴 지역을 제외한 모든 지역에서 대마 재배를 효과적으로 제거했다. 도시 지역(특히 철로를 따라 개방된 환경에서)의 자발적인 야생 대마초 성장은 적어도 1950년대 중반까지 지속되었고, 홋카이도 일부 지역에서는 야생 대마초 성장이 지속되었으며, 2003년 홋카이도 보건 복지국은 일본 전체 야생 대마초의 약 80%에 해당하는 147만 개의 야생 대마초 식물을 감축했다.
재배 금지 몇 달 전, 히로히토 천황은 대마초 관리법을 무시하고 산업용 대마를 재배하는 농장이 계속 운영되는 것을 허용할 것이라고 보장했다. 1950년 일본에는 약 25,000개의 대마초 농장이 있었는데, 대마 섬유 수요 감소와 새로 필요한 대마 재배 면허 비용으로 인해 이후 수십 년 동안 그 수가 크게 감소할 것이다. 1968년 유엔 마약 범죄국(UNODC) 보고서에 따르면 일본 대마초 법 위반자의 대다수는 외국인, 주로 베트남 전쟁에서 휴가를 나온 외국인 선원과 군인이었다. 대마초는 1970년대 가처분 소득이 증가하면서 일본 가정에서 오락용 약물로 약간의 인기를 얻었지만, 일반적으로 용제와 암페타민보다는 덜 인기를 유지했다. 1972년에는 853건의 대마초 관리법 위반이 기록되었다. 일본에서 답포하부(말 그대로 "루프홀 허브")라고 불리는 합성 칸나비노이드는 2010년대에 인기를 얻었지만, 합성 칸나비노이드의 영향으로 운전자가 보행자를 들이받는 두 번의 별도 사건 이후 경찰의 단속에 직면했다.

## 법적 지위

### 법률 및 정책

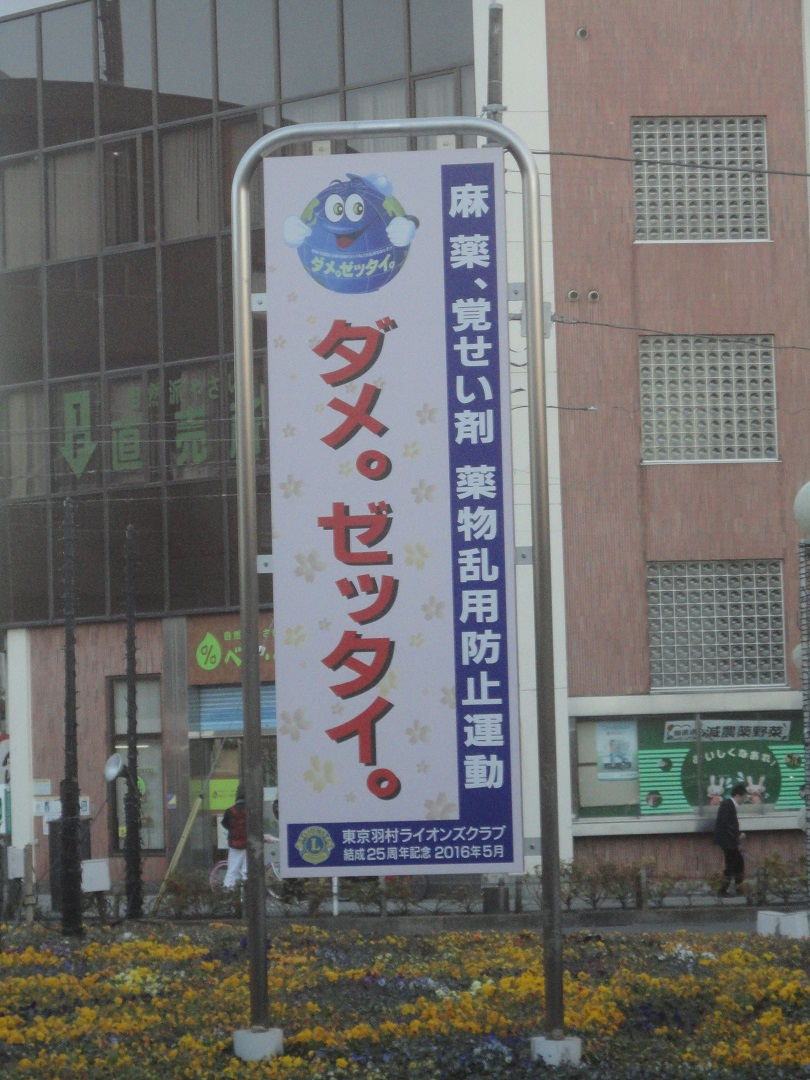
정부의 마약퇴치 슬로건인 "dame zettai" (ダメ。ゼッタイ。) 라고 적힌 간판

대마초 관리법은 대마초 새싹과 잎의 수입, 수출, 재배, 판매, 구매 및 연구를 금지하는 일본의 국내법이다. 원래 1948년 7월에 통과된 이 법은 이후 여러 번 수정되었으며, 각 개정마다 위반에 대한 처벌이 더 엄격해졌다. 일본은 마약 및 향정신성 물질의 불법 거래에 대한 유엔 협약도 비준했다.
산업용 대마는 일본법에 따라 합법적이지만 재배는 엄격하게 규제되어 있다(아래 현대 사용 참조). 대마초(CBD) 및 특정 대마초 유도체는 HHC 및 CUMICYL-CBMICA와 같은 특정 유도체 및 합성 칸나비노이드가 불법화되었지만 THC를 포함하지 않은 대마초 줄기 및 줄기로 만든 제품의 수입을 허용하는 규제 허점으로 인해 합법이다. 2023년 12월 의료용 대마초를 합법화하는 법률이 참의원에서 통과되었지만 오락용 및 의약용 목적 모두의 대마초 소유, 판매 및 재배는 불법이다.
대마초 소비는 합법적이며, 이는 의도치 않게 작물의 향정신성 물질을 흡입할 수 있는 대마 농부를 보호하기 위해 소비를 처벌하지 않은 대마초 관리법의 원래 조항의 유산이다. 2021년 보건부 패널은 대마초 소비를 범죄화하기 위해 대마초 관리법을 개정할 것을 공식적으로 권고했다(아래 개혁 참조).

### 처벌 및 위반
일본의 대마초법 위반에 대한 처벌은 세계에서 가장 엄격한 수준이다. 대마초 소지는 5년 이하의 징역, 소비는 7년 이하의 징역, 밀거래 목적의 소지는 7년 이하의 징역, ¥ 200만 달러(18,223.23달러)의 벌금이 부과된다. 재배 및 수입은 7년 이하의 징역, 밀거래 목적의 재배 및 수입은 10년 이하의 징역, ¥ 300만 달러(27,335달러)의 벌금이 부과된다.
법무부의 보고서에 따르면 2006년 대마초 관리법 위반은 2,423건으로 2005년 2,063건에서 증가했다. 같은 보고서에 따르면 2006년에 총 421kg(928파운드)의 마리화나가 압수된 것으로 나타났는데, 이는 2005년 972kg(2143파운드), 2004년 1,055kg(2325파운드)과 비교하여 일반 인구 사이에서 일상적인 마리화나 사용이 증가하고 있다는 가능한 증거로 꼽힌다. 2019년에는 전년 대비 6년 연속 증가한 4,570건의 위반이 있었으며, 체포된 사람 중 거의 60%가 30세 이하이다.
2020년 일본에서 대마초 관련 범죄로 유죄 판결을 받은 사람은 5,034명인데 비해 암페타민 관련 범죄로 유죄 판결을 받은 사람은 8,471명, 합성의약품으로 201명, 코카인으로 188명이었다. 이 5,034건의 대마초 사건 중 소지용은 4,121건, 분만용은 274건, 재배용은 232건이었다. 대마초 범죄자의 17.6%는 14세에서 19세 사이인 반면, 50.4%는 20세에서 29세 사이였다. 대다수의 범죄자는 20세 이하일 때 대마초를 사용하기 시작했으며 "그런 초대를 수락한 이유로 호기심을 들어 초대받은 후" 대마초를 사용하기 시작했다고 보고했다.
공인들의 대마초 소지 또는 사용과 관련된 세간의 이목을 끄는 체포와 스캔들이 여러 차례 있었다. 1980년 영국 음악가 폴 매카트니는 도쿄 나리타 국제공항에서 대마초가 그의 짐에서 발견된 후 일본 감옥에 9일 동안 구금되었다. 2008년 스모 대마초 스캔들로 인해 4명의 프로 스모 선수가 스포츠에서 추방되었으며, 재팬 타임즈는 일본 역사상 가장 큰 마약 관련 스포츠 스캔들로 묘사했다. 2009년 도시바 브레이브 루푸스 도쿄의 프로 럭비 선수 크리스티안 로아무가 무작위 약물 검사에서 대마초 양성 반응을 보여 일본 럭비 축구 연맹으로부터 무기한 자격 정지를 당했다. 2017년 여배우 타카기 사야는 대마초 소지 혐의로 3년 집행유예를 선고받았고, 이후 대마초 합법화 활동가가 되기 위해 연기에서 은퇴했다. 배우이자 우상인 다구치 준노스케는 2019년 대마초 소지 혐의로 2년 집행유예를, 배우 이세야 유스케는 2020년 대마초 소지 혐의로 3년 집행유예를 선고받았다.

## 현대적인 사용

### 대마로

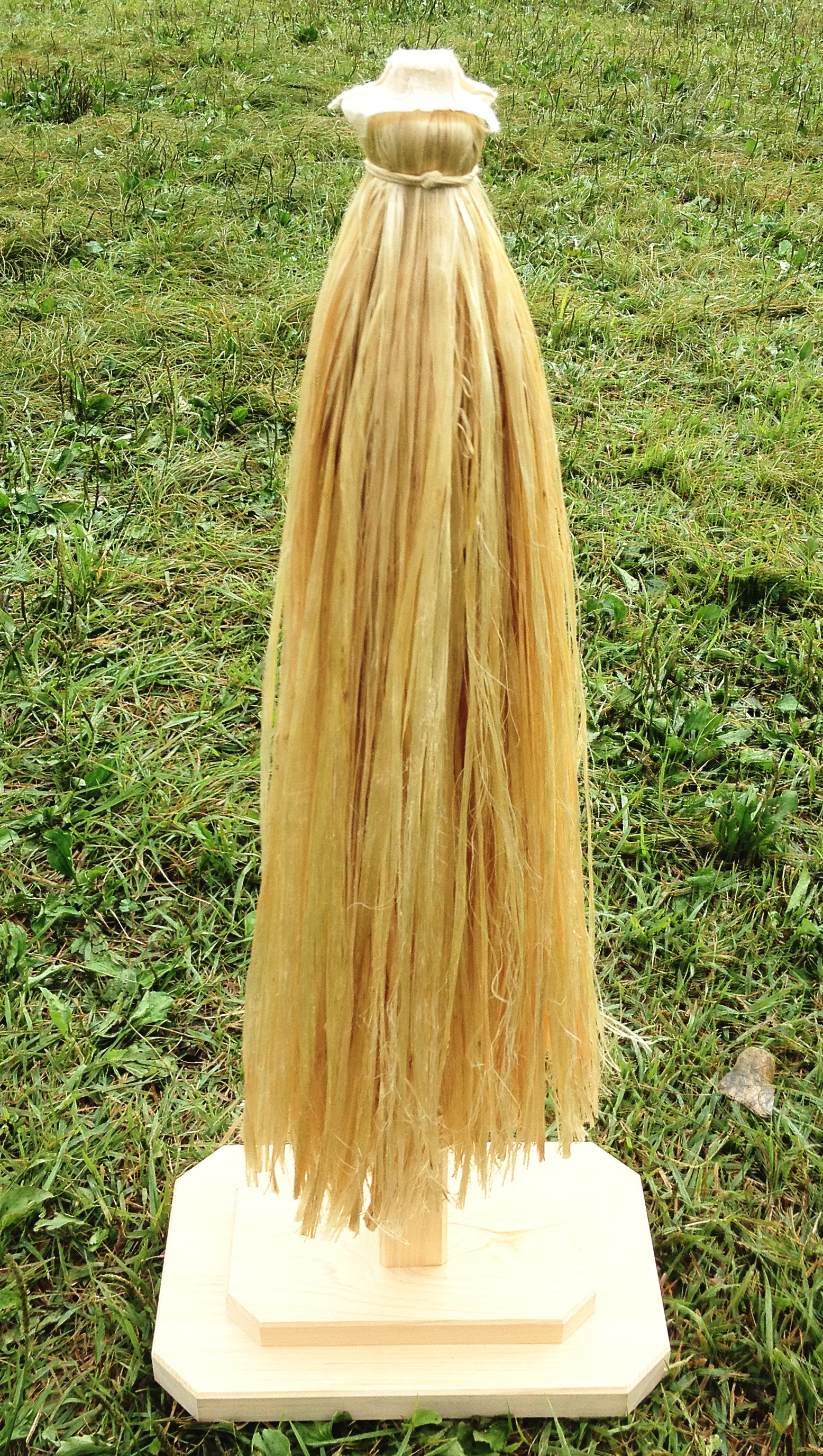
대마로 만든 오 누사

대마 섬유와 비발효 대마 종자는 시치미 향신료, 전통적인 시메나와 짚 페스타, 노렌 커튼 룸 분할기 등 다양한 일본 상업 제품 및 종교 품목에 사용된다. 대마로 사용되는 대마는 국내에서 소규모로 재배되지만, 일본에서 대부분의 대마 제품은 수입품이다. 엄격하게 규제된 허가 제도 하에서 대마 재배 허가가 이루어지며, 2016년 기준 일본에는 37개의 허가된 대마 농장이 있다. 이 농장들은 대부분 일본 상업용 대마의 약 90%를 재배하는 지역인 도치기현에 있지만, 이 농장들은 크기가 25에이커를 넘지 않는다. 일본 대마 재배자들은 제2차 세계 대전 이후 개발되어 농부들에게 종자로 배포되는 행복 효능이 거의 없는 낮은 THC 계통인 도치기시로를 재배해야 한다. 제례용으로 소량의 대마를 재배하고 가공하는 신사에는 총 100개 미만의 허가가 부여된다.

### 약물로서
마리화나는 필로폰 다음으로 일본에서 두 번째로 자주 사용되는 불법 약물이다. 2019년 조사에 따르면 일본인의 1.8%가 일생 동안 적어도 한 번 마리화나를 사용한 것으로 나타났는데, 이는 미국인의 44.2%와 캐나다인의 41.5%에 비해 크게 증가한 수치이다. 국립 신경 및 정신 의학 센터(National Center of Neurology and Psychiatry, ja)의 2018년 조사에 따르면 일본인의 15세에서 64세 사이의 1.4%(133만 명)가 마리화나를 사용한 것으로 나타났다.
일본에서 기호용 대마초 사용은 2000년대 이후 특히 젊은 사람들 사이에서 꾸준히 증가해 왔다(위의 처벌 및 위반 참조). 이러한 추세의 잠재적 원인으로는 경찰의 단속으로 인해 키켄(준법적 디자이너 의약품)의 가용성이 감소하고 인터넷에서 대마초에 대한 긍정적인 정보가 보편화된 점이 있다. 그럼에도 불구하고 대마초 사용은 일본에서 여전히 강력한 사회적 낙인을 찍으며 대마초 소지로 체포되거나 기소된 사람들은 일반적으로 법적 기소 외에도 사회적 및 직업적 결과에 직면한다. 예를 들어, 2016년 대마초 활동가 사야 타카기가 대마초 소지 혐의로 체포되었을 때 언론사들은 그녀가 출연한 영화와 텔레비전 에피소드를 발행부수에서 제외시켰고, 그녀의 개인적인 삶과 결혼에 대한 해로운 이야기가 주류 언론에 보도되었다.
일본에서 비밀 대마 재배 사업이 운영되고 있지만 일반적으로 규모가 작으며 대부분의 대마초는 수입품이다. UNODC 조사에 따르면 2010년 일본에서 1그램(1/28온스)의 갈은 대마초가 평균 미화 68.40달러에 판매된 반면, 1그램(1/28온스)의 하시시는 평균 미화 91.10달러에 판매되었다. UNODC 데이터를 기반으로 한 2018년 글로벌 대마초 가격 지수에 따르면 도쿄는 1그램(1/28온스)이 평균 미화 32.66달러로 세계에서 대마초를 구매하는 데 가장 비싼 도시인 것으로 나타났다.
CBD는 일본에서 합법적이며 2013년부터 일본에서 판매되고 있으며, 오일, 화장품 및 식품과 같은 CBD 주입 제품은 전문점과 주요 소매업체에서 쉽게 구입할 수 있다. 일본 CBD 식품 시장의 가치는 2020년에 미화 1,000만~1,800만 달러로 추정되며, 이는 2019년보다 171% 증가한 것이다. 예를 들어, 많은 일본 CBD 제조업체는 마리화나 잎 디자인이 포함된 포장을 피함으로써 의도적으로 마리화나에서 제품을 분리한다. 2021년 뉴욕 타임즈는 일본 당국이 "CBD 산업을 정확히 장려하지는 않았지만 대체로 양성으로 보고 있다"고 보도했다.

## 개정
2021년 재팬타임즈는 일본의 "대마초 합법화를 위한 정치적 모멘텀"이 "본질적으로 존재하지 않는다"고 보도했다. 최근 수십 년 동안 몇몇 선진국들이 대마초 관련 법을 완화하는 움직임을 보였지만, 일본은 대마초의 사용, 소유 및 재배를 금지하는 법을 유지하고 강화했다. 대마초 관리법은 1985년 일본 최고재판소의 도전으로 유지되었고, 일본 약물 남용 방지 센터(후생성과 경찰청의 감독하에 있는 조직)는 대마초가 면역 및 호흡기 시스템에 해롭고 조울증을 유발할 수 있다는 정책을 유지하고 있다.
저자이자 사업가인 후나이 유키오(Funai Yukio)의 2012년 예측에 따르면 일본에서 기호용 대마를 합법화하면 최대 ¥ 30조 달러(2,730억 달러)의 수익을 창출할 수 있다. 1990년대부터 여러 개의 합법화 찬성 단체가 결성되었다. 1999년 일본 의료용 대마 협회가 의료용 대마 합법화를 옹호하기 위해 결성되었다. 2001년 대마 권리 옹호자인 준이치 타카야스(Junichi Takayasu)가 대마 박물관을 개관했다. 일본의 합법화 활동가들은 법적 변화를 유발하기 위해 여론을 전환하는 것을 목표로 소아 뇌전증 및 기타 질병 치료에 대한 대마의 효과에 대한 보고서를 발표함으로써 미국 활동가들이 사용하는 전술을 모방했다. 정치인 중 개혁주의 정책에 대한 지지를 표명한 사람은 거의 없으며, 2017년에는 현재는 사라진 르네상스 신당이 일본 정당 중 처음으로 의료용 대마 합법화를 지지했다. 아베 신조(安倍晋三) 전 총리의 부인인 아베 아키에(安倍晋三)는 일본 산업용 대마 재배에 대한 더 많은 투자를 지지하고 의료용 대마 합법화에 대한 지지를 표명했다.
2021년 보건부는 전문가 패널을 소집하여 대마초 관리법의 잠재적 개정에 대한 권고를 내었다. 패널은 보고서에서 대마초 소비를 공식적으로 범죄화하고 대마초 규제가 잎과 싹을 규제하는 현재 시스템에서 대마초의 화학 화합물을 규제하는 것으로 전환하며 에피디올렉스와 같은 대마초 유래 의약품의 임상 시험을 허용할 것을 권고했다. 2023년 12월, 참의원은 약용 대마초를 합법화하고, 비의료용 대마초 소비를 범죄화하며, 대마초 재배자를 위한 새로운 허가 시스템을 도입하는 법안을 통과시켰다. 채택되면 의료용 대마초 관련 조항은 공포 후 1년, 허가 관련 조항은 2년 후부터 발효된다